# شيخ المحشي
شيخ المحشي هو طبق شعبي في الوطن العربي وتركيا، يتكون من الباذنجان أو الكوسى المحشوة باللحم المفروم والمكسرات، يطبخ في اللبن أو صلصة الطماطم. ومن المعروف أيضًا باسم محشي الكوسة باللبن ("كوسى محشوة باللبن"). وتشير بعض المصادر إلى أن أصل الطبق سوري. نظرًا لمزيج النكهات والتحضير الشاق، يعد هذا أحد الأطباق الأكثر تقديرًا في الوطن العربي. وينعكس هذا التقدير في اسمها: شيخ يعني الرئيس، أي أنه يعتبر طعام الشيخ. على عكس كوسا محشي، تستغني الحشوة تمامًا عن الأرز، ويتم حشوها بمكونات أكثر فخامة مثل اللحم والمكسرات. يتطلب هذا الطبق الكثير من التفصيل، ولهذا يعتبر بمثابة شرف للضيوف عند تقديمه في المنزل.
 تقول الأسطورة الشعبية أن هذا الطبق تم التعرف عليه لأول مرة في سوريا ومن ثم انتشر في جميع أنحاء الوطن العربي وتركيا، وقام العرب تدريجياً باستبدال حشوة الخضار باللحم والبصل. يختلف تحضير هذا الطبق بين بلد وآخر. في العراق وسوريا وفلسطين والأردن ومصر ودول الخليج وتركيا، يحضّر من الكوسى، بينما في لبنان يفضل تحضيره بالباذنجان.

## التسمية
سميت الكوسى باللبن بشيخ المحشي وذلك بسبب حشوها باللحم والمكسرات بدلاً من الأرز، وكانت من الوجبات الأساسية على الموائد التي تقام للملوك والسلاطين، ويعود أصل المحاشي بشكل عام وبمختلف أنواعه إلى المطبخ الشامي، ثم انتشر بعدها في تركيا وجميع أنحاء الوطن العربي وإيران وبلاد البلقان وشمال إفريقيا بالإضافة إلى أذربيجان.

## القيمة الغذائية

### الكوسى
للكوسا قيمة غذائية كبيرة حيث أنها تحتوي على 90% من الماء و 95% من الأملاح المعدنية كالمنغييسيوم، والبروتينات والألياف والحديد وفيتامينات أ و ج، كما إنها غنية بالبوتاسيوم والكبريت والفوسفور  والكالسيوم، وبالرغم من أن القيمة الغذائية للكوسا ضئيلة، إلا أنها تعتبر من الوجبات الدسمة والمفيدة طبياً، حيث أشار العرب القدماء على أهمية الكوسا التي تتمتع بخصائص صحية وغذائية فهي من النباتات والأغذية الباردة التي تلائم فصل الصيف وذلك لتأثيرها الكبير على خفض درجة حرارة الجسم، ونظراً لاحتواء الكوسا على نسبة عالية من الصوديوم(الملح) يحب تقليل  كمية الملح المضافة إليها، وتتنوع الوصفات التي تحضر من الكوسا و على رأسها  الكوسا بلبن ( شيخ المحشي)

### وجبة شيخ المحشي
- السعرات الحرارية: 299
- الدهون: 21
- الدهون المشبعة: 7
- الكوليسترول: 59
- الكربوهيدرات: 13
- البروتينات: 17

## التحضير
تغسل حبات الكوسى وتحفر جيداً حتى تصبح رقيقة وتوضع جانباً، وفي مقلاة توضع ملعقة من الزبدة و يضاف فوقها البصل المفروم ويترك يذبل قليلاً ثم يضاف اللحم الناعم ويقلب، ومن ثم يضاف الفلفل الأسود والقرفة والكمون، ومن ثم الملح والصنوبر، ويترك بدون غطاء حتى الاستواء.
بعد أن يبرد اللحم تحشى حبات الكوسى به جيداً حتى تمتلئ، ثم توضع الكوسى في مقلاة من  زيت الذرة الدافئ ويقلب على جميع الجوانب ويترك حتى يتغير لونها ومن ثم توضع على مناديل ورقية، ملاحظة: ( في حال أصبح لون الكوسا غامقاً يتم وضعها في إناء من الماء المغلي لمدة 10 دقائق) ثم تصفى.
يضع اللبن في إناء عميق مع بيضة مخفوقة، وملعقتين كبيرتين من النشا، ثم توضع على النار مع التحريك المستمر حتى الغليان ، ثم يضاف فوقه رأس من الثوم المهروس ويترك لمدة 5 دقائق. ثم تضاف حبات الكوسى ويترك يغلي لمدة 15 دقيقة ومن ثم يقدم إلى جانب طبق من الأرز مع الشعيرية.

أنواع شيخ المحشي
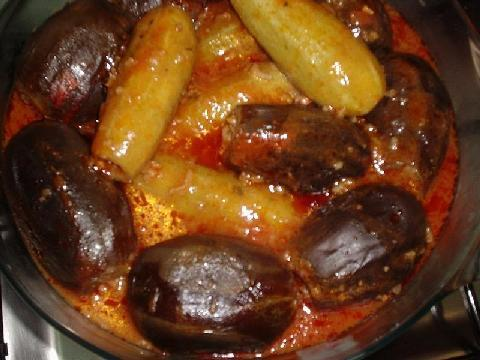
شيخ المحشي الكوسة والباذنجان بصلصة الطماطم
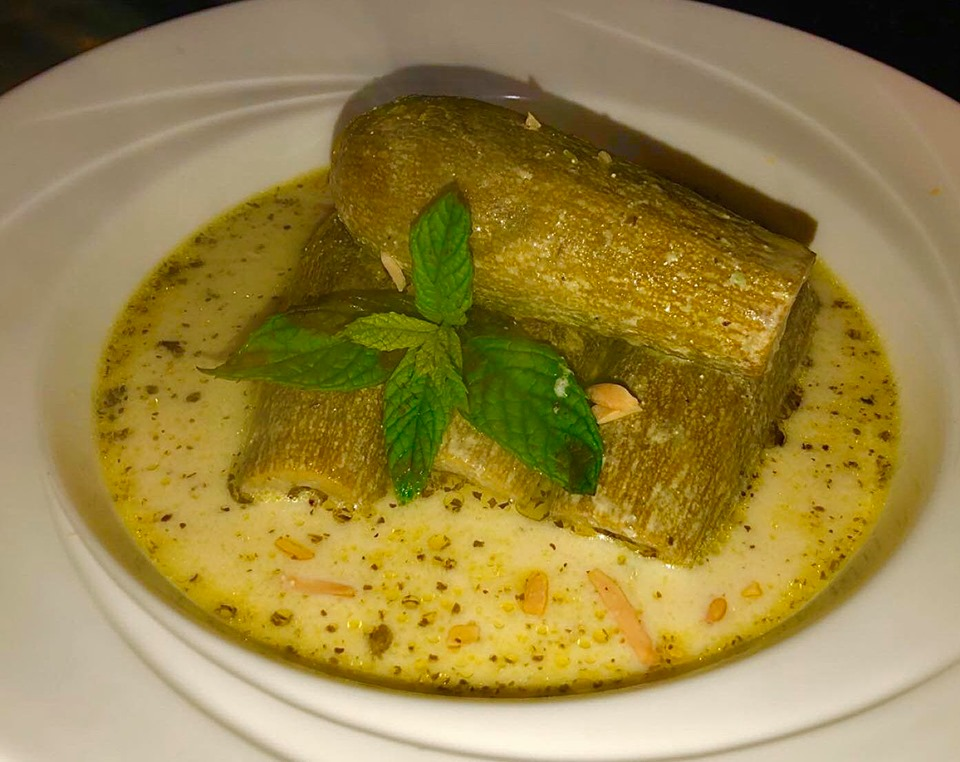
شيخ المحشي كوسة بصلصة الزبادي

```
* 
مكدوس
، باذنجان ملبس ومحشو
* 
محاشي
، خضار محشي عربي
```